# آکواپونیک
آکواپونیک به هر سامانه‌ای گفته می‌شود که فعالیت‌های کشاورزی را با پرورش حیوانات آبزی در محیط‌های محدود و مشخص‌شده ترکیب کند.
در این شیوه فضولات آبزیان که محیط زندگی آن‌ها را آلوده می‌کند از محیط خارج شده به صورت کود به مصرف بخش کشاورزی سامانه می‌رسد. به عنوان مثال در حوزه آبزی پروری فضولات ناشی از ماهی یا میگو از آب جدا شده و به صورت کود به بخش کشاورزی منتقل شده و آب تصفیه شده به سامانه محل زندگی آبزیان بازگردانده می‌شود.

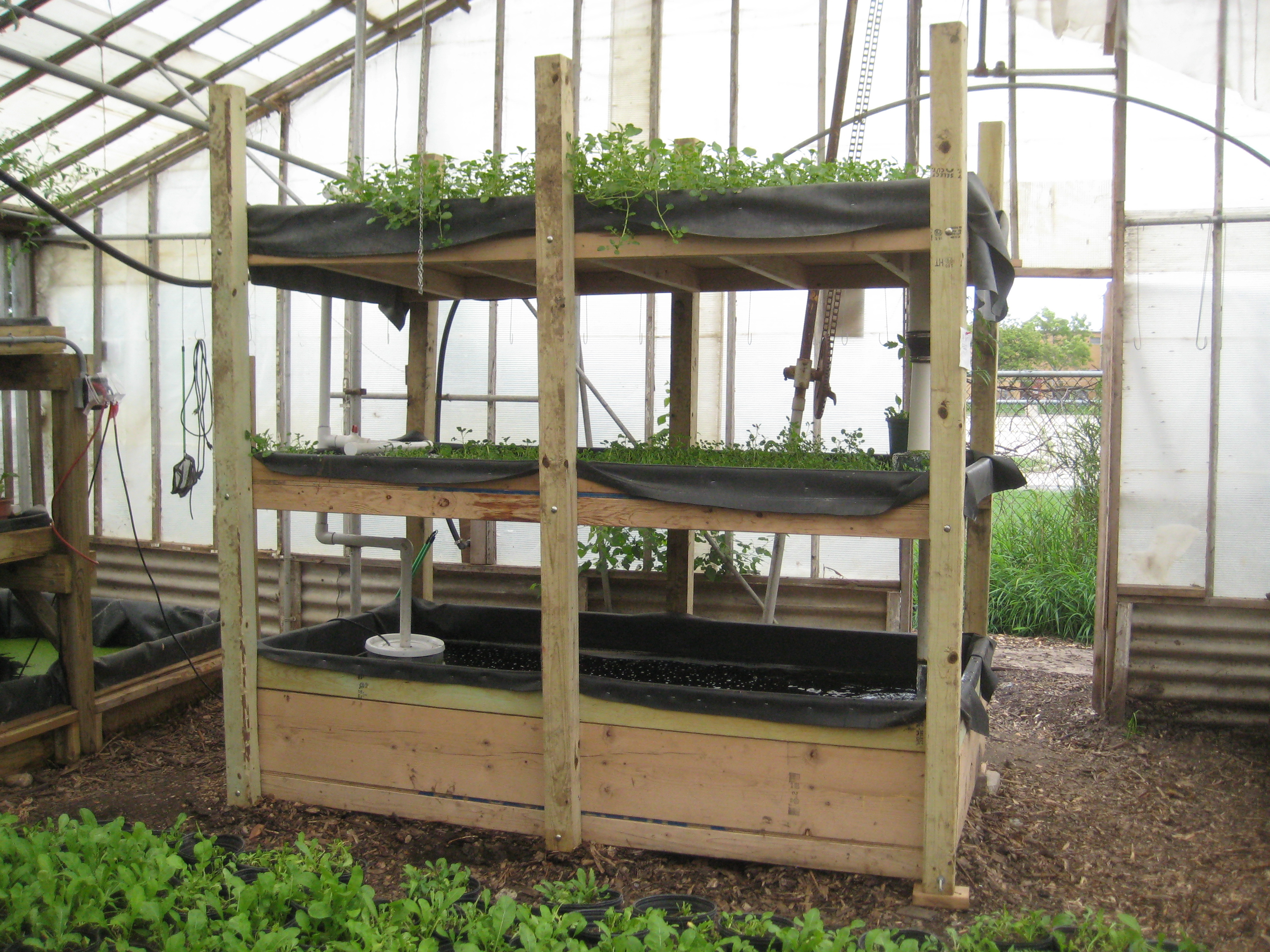

## آکواپونیک و پرورش آبزیان
از جمله اهداف اصلی آکواپونیک این است که مواد اضافی و دفعی یک سیستم به عنوان غذا یا کود برای سیستم دیگر عمل کند، به طوری که آب استخرهای پرورش ماهی که دارای تعداد و تراکم بیشتر ماهیان و در نتیجه از تغذیه بیشتری برخوردار بودند باعث رشد بیشتر و کاملاً محسوس گیاهان مورد پرورش در همان مخازن می‌شود. 

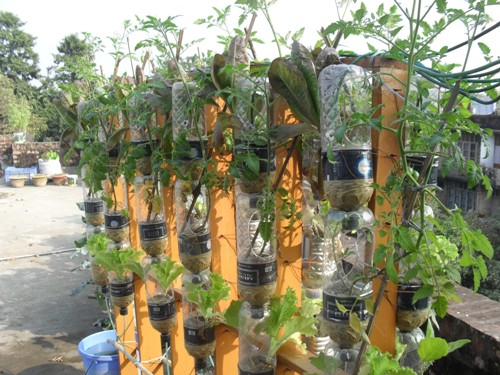
تولید سبزیجات در مقیاس کوچک به شیوه آکواپونیک [دانشگاه کشاورزی بنگلادش

تصفیه زیستی آب، عناصر موجود در آن را حذف می‌کند که این موضوع هم از لحاظ زیست‌محیطی و هم از لحاظ صرفه‌جویی اقتصادی مهم است. در این روش آب استخر پرورش ماهی پس از عبور از فیلترهای مکانیکی به بستر هیدروپونیک وارد شده و این بستر به عنوان بیوفیلتر محیط مناسبی برای رشد باکتری‌ها از جمله نیتروزوموناس و نیتروباکتر ایجاد می‌کند که به ترتیب کار تبدیل آمونیاک و نیتریت آب پرورش ماهی را به نیتریت و سپس نیترات انجام می‌دهند و آب تصفیه شده در سیستم دوباره وارد استخر پرورش ماهی می‌شود.
در آکواپونیک عناصر غذایی موجود در آب استخر پرورش ماهی به عنوان کود در سیستم هیدروپونیک و در بستر گیاهان مصرف می‌شود و این عمل برای ماهی نیز سود دارد چون تجمع مواد تولید شده ناشی از تجزیه بقایای گیاهان و میکروارگانیسم‌ها در بستر استخر و ترکیبات ازته و فسفر ناشی از تغذیه ماهیان در آب تجمع یافته و عامل محدودکننده شرایط زیست ماهیان می‌شود.
با استفاده پساب برای گیاهان می‌توان از پساب به عنوان کود استفاده کرد. به عبارت دیگر بستر کشت، مانند یک بیوفیلتر عمل می‌کند و کیفیت آب را برای زیست ماهیان مناسب می‌سازد، در این میان باکتری‌های موجود در بستر کشت نقش مهمی را در چرخه عناصر دارند که بدون وجود آن سیستم خوب عمل نمی‌کند.
آب یا پساب حاصل از پرورش ماهیان به عنوان یک منبع کودی آلی است. محصولات تولیدی در چنین سیستمی به عنوان محصول سالم و ارگانیک شناخته می‌شوند و در فروش و بازاریابی ماهیان و گیاهان تولید شده نقش مهمی دارد، ضمن این که از یک واحد تولیدی، دو نوع محصول تولید می‌شود و در مناطق خشک و نیمه‌خشک که با کمبود آب مواجه هستند آکواپونیک نقش مهمی داشته و مدلی برای کشاورزی پایدار است.

## مزایای آکواپونیک
به طورکلی کشت گیاهان در تلفیق با پرورش ماهی محاسن متعددی همچون صرفه‌جویی بسیار زیاد در مصرف آب دارد به طوری که نیاز آبی در یکی از مزارع پرورش ماهی استان بعد از اجرای سیستم آکواپونیک ضمن بهبود کیفیت آب به یک پنجم کاهش می‌یابد، افزایش عملکرد در واحد سطح تولید ماهیان و گیاه، بهبود طعم و کیفیت محصولات کشاورزی حاصل از این سیستم، بهبود کیفیت آب استخرهای پرورش ماهی، کاهش آلودگی محیط زیست، کاهش هزینه تأمین آب و صرفه‌جویی در مصرف کودهای شیمیایی، تولید دو محصول از یک منبع آبی و مزایای دیگر را دربردارد.